# Robert Guiscard
Robert d'Hauteville, dit Guiscard (francès antic: Robert Viscart; llatí: Robertus Viscardus; nascut el 1016 a Hauteville-la-Guichard i mort el 17 de juliol del 1085 a Cefalònia), fou un dels aventurers normands més famosos de l'edat mitjana. Fill de la casa d'Hauteville, el 1047 partí de les terres ancestrals de la seva família al ducat de Normandia per anar a la cort del seu germanastre Drogo, comte de la Pulla. Com que Drogo no tenia cap intenció de concedir-li un feu, es convertí en mercenari i bandoler a Calàbria. El 1057, a la mort d'un altre germanastre, Unifred, sostragué el comtat de la Pulla als seus nebots menors d'edat. El 1059 fou elevat a duc de la Pulla i Calàbria pel papa Nicolau II en virtut del Tractat de Melfi, que en feu el principal aliat del papat.
El 1061 emprengué la conquesta de Sicília als musulmans amb el seu germà petit Roger. En la dècada i mitja següent acomplí la conquesta normanda de la Itàlia meridional, expulsant definitivament els romans d'Orient de la península el 1071 i subjugant el Principat de Salern el 1077. Sortint en auxili del papa Gregori VII, el 1084 prengué Roma i calà foc a la ciutat. Cap al final de la seva vida envaí l'Imperi Romà en un va intent de conquerir-lo.

## Biografia

### Joventut
Robert era el sisè fill de Tancred d'Hauteville, el primer amb la seva segona muller, Fressenda. Viatjà a Itàlia el 1046 o el 1047, força més tard que els seus germanastres, que ja hi havien acumulat terres i prestigi, i comparegué a la cort del seu germanastre Drogo. Aquest últim, emperò, tan sols estava disposat a acceptar-lo com a cavaller ras, així que no li concedí ni títols ni terres.

### Conquesta de la Itàlia meridional
Després de servir en les forces del príncep de Càpua, va organitzar un exèrcit per crear les seves pròpies possessions a Calàbria.

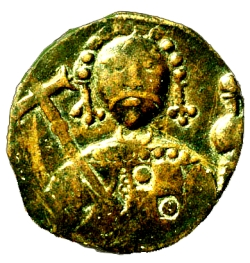
Moneda de Robert Guiscard

Quan el papa Lleó IX va intentar expulsar els normands d'Itàlia en 1053, Guiscard va tenir un important paper en la derrota de les tropes del Papa a Civitate, localitat propera a l'actual ciutat de Sant Sever. A la mort del seu germanastre Unifred sostragué el comtat de la Pulla als seus nebots menors d'edat, Abelard i Armand, i es va convertir en líder dels normands establerts a Itàlia. El Papa, que buscava desfer-se de la tutela del Sacre Imperi Romanogermànic, va decidir acostar-se a líders normands presents al sud d'Itàlia. El 1059 el papa Nicolau II va nomenar Robert per la gràcia de Déu i de sant Pere, duc de la Pulla i Calàbria i d'aquí en endavant, amb l'ajuda de tots dos, duc de Sicília. A canvi, Robert Guiscard va reconèixer el papa com el seu senyor feudal.
En aquesta època, Sicília estava en mans de l'emirat de Sicília, de manera que ell i el seu germà Roger es van embarcar en una sèrie de campanyes militars i van conquerir Messina el 1061, Palerm el 1072 i Salern en 1077. Després va dirigir la seva atenció cap als Balcans, i el 1081 va obtenir una gran victòria sobre l'emperador romà d'Orient Aleix I Comnè a Dirràquion (Albània). Mentrestant, les seves campanyes a Macedònia i a Tessàlia van ser dirigides pel seu fill Bohemon.
Robert va ser cridat el 1083 perquè anés en auxili del papa Gregori VII, que estava assetjat al castell Sant'Angelo per Enric IV, emperador del Sacre Imperi, de manera que va haver d'abandonar les seves victorioses campanyes. El 1084, Robert va expulsar de Roma l'emperador i reduí a cendres un terç de la ciutat. Robert va tornar en suport del seu fill Bohemon en la campanya de Grècia, però va morir de febres a Cefalònia unes setmanes més tard, el juliol de 1085 (febre tifoide), deixant com a successor el seu fill Roger Borsa.